# Route nationale M2 (Monténégro)
Pour les articles homonymes, voir M2.
La route nationale M2 (en monténégrin:Magistralni put M-2) est une route nationale du Monténégro.

## Description
L'autoroute M-2 est la liaison la plus ancienne et la plus importante entre la région côtière et le nord du Monténégro. 
Elle va de Petrovac na Moru dans la municipalité de Budva, en passant par la capitale Podgorica et les villes de Kolašin et Mojkovac, jusqu'à la frontière entre le Monténégro et la Serbie au nord de Bijelo Polje.
En 2016, la route a été raccourcie et son tracé modifié.
La route est considérée comme « l'épine dorsale du réseau routier monténégrin ».
La M2 fait partie des routes européennes E-65, E-80 et E-763.

## Tracé
| Km     | Villes                | Carte interactive |
| ------ | --------------------- | ----------------- |
| 0 km   | Petrovac na Moru      |                   |
| 24 km  | Virpazar              |                   |
| 45 km  | Golubovci             |                   |
| 52 km  | Podgorica             |                   |
| 67 km  | Bioče                 |                   |
| 107 km | Mioska                |                   |
| 122 km | Kolašin               |                   |
| 144 km | Mojkovac              |                   |
| 167 km | Ribarevine            |                   |
| 171 km | Bijelo Polje          |                   |
| 187 km | Barski Most Frontière |                   |